# Ланьо Михайло Іванович
Михайло Іванович Ланьо (нар. 17 листопада 1964, с. Куштановиця, Мукачівський район, Закарпатська область, Українська РСР, прізвисько «Блюк») — український політик, Народний депутат України VII та VIII скликань. Член партії Відродження, входив до «Партії регіонів» та депутатської групи «Воля народу». З 2022 року голова Мукачівської районної ради від партії Батьківщина.

## Життєпис
Народився у с. Куштановиця Мукачівського району Закарпатської області УРСР. З 1983 року по 1985 рік проходив строкову військову службу в радянській армії.
З 1992 року по 1998 рік працював на різних посадах в українсько-американському СП «РІО — ЛТД».
Освіта вища, закінчив економічний факультет Ужгородського державного університету інформатики економіки і права у 2005 році, отримав спеціальність бакалавра з економіки і підприємництва.
З грудня 1992 року по січень 1995 року працював майстром українсько-американського спільного підприємства, звільнений за власним бажанням. З січня 1995 року по березень 1998 року працював водієм спільного підприємства «Спедітор». Звільнений за власним бажанням.
1996–2003 рр. — президент ФК «Приладист».
З квітня 2000 року по листопад 2012 року працював у ТОВ «Універсал» на посаді віце–президента. 
У 2003 році закінчив економічний факультет Ужгородського державного інституту інформатики, економіки і права, пізніше перейменованого на Закарпатський державний університет (ЗакДУ).
2004–2006 рр. — президент ФК «Підгоряни».
У 2006 році був обраний депутатом Закарпатської обласної ради.
З грудня 2006 р. — голова Федерації футболу Закарпаття.
З 2007 р. — член Виконкому ФФУ.
У 2010 році присвоєно звання «Заслужений працівник фізичної культури та спорту України».

### Політика
Депутат Мукачівської міськради (2002–2006), депутат Закарпатської облради (2003–2012).
2012—2014 рр. — народний депутат VII скликання, член депутатської групи «Суверенна європейська Україна». Балотувався у одномандатному виборчому окрузі № 70 (Великоберезнянський, Воловецький, Міжгірський, Перечинський, Свалявський райони, частина Мукачівського району Закарпатської області).
Володимир Ланьо один із 148 депутатів Верховної Ради України, які підписали звернення до Сейму Республіки Польща з проханням визнати геноцидом поляків події національно-визвольної війни України 1942—1944 років. Цей крок президент Кравчук кваліфікував як національну зраду.
16 січня 2014 року, під час Євромайдану, голосував за диктаторські закони.
З 2014 р. — народний депутат VIII скликання від групи «Воля народу».
За дослідженням руху «Чесно» станом на 9 лютого 2015 року Михайло в Верховній Раді України VIII скликання був абсолютним рекордсменом за кількістю помічників народного депутата (28 осіб), серед котрих Михайло Михайлович Ланьо та Павла Ніколетта Михайлівна Ланьо.
В 2022 році обраний головою Мукачівської районної ради від партії Батьківщина.

### Інцидент в Мукачеві
Після зустрічі з Ланьо 11 липня 2015 року, яка згодом переросла в стрілянину між підлеглими Ланьо та міліцією з одного боку та бійцями «Правого сектору» з іншого, останні звинуватили Ланьо та начальника міліції Закарпаття Шаранича в організації каналу контрабанди сигарет. Згодом Ланьо заявив, що перед стріляниною говорив із командиром «Правого сектору» на Закарпатті про санаторії. 12 липня 2015 р. Ланьо заявив, що до нього не приходили з СБУ і слідчі, однак обшук в його помешканні був проведений. Разом з тим, він не зазначив, хто саме проводив обшук.

## Розслідування
10 жовтня 2023 року до Андрія Балоги та Михайла Ланьо прийшли з обшуками СБУ та НАБУ у справі щодо корупційних схем із продажу комунальної власності за заниженими цінами. Зокрема, продаж землі біля стадіону Авангард, через що можливо бюджет недоотримав 100 млн грн.
25 червня 2024 року СБУ та НАБУ затримали мера Мукачева Андрія Балогу та голову Мукачівської райради Ланьо за зловживання службовим становищем. За даними слідства, вони прийняли рішення про продаж за заниженою вартістю земельної ділянки комунальної власності площею понад 3 га.
26 червня 2024 року Вищий антикорупційний суд узяв під варту Андрія Балогу з заставою 30 млн грн.

## Кримінальні справи
Мав судимість за статею 206 ч. 2 ККУ, за іншою інформацією він був засуджений за ст. 152 ККУ (зґвалтування). Кличка «Блюк».
За словами Юрія Луценка, у 2005 році він, на той момент Міністр МВС України, отримав інформацію, що «ключовим керівником злочинної організації на Закарпатті, яка займалася контрабандою, був діяч на прізвисько „Блюк“». Як з'ясувалось, кримінальний авторитет «Блюк» та член партії Регіонів Михайло Ланьо — одна й та ж особа.

## Особисте життя
- Дружина — Маріанна Володимирівна Ланьо (Павлик). З дружиною виховують трьох дітей: Михайла, Ніколетту та Мартіну. Ланьо (Павлик) Маріанна Володимирівна народилася в с. Ключарки Мукачівського району Закарпатської області в 1973 році. Працює директором ПП «Червоний дракон» у м. Мукачеві Закарпатської обл.
- Брат — Ланьо Іван Іванович, народився 1963 року в с. Куштановиця Мукачівського району Закарпатської обл. Проживає в с. Кучава Мукачівського району. Вдруге обраний на посаду міського голови міста Свалява Закарпатської області. В 2005 році — член Соціалістичної партії України (СПУ) Олександра Мороза, секретар Свалявського райкому СПУ. В листопаді 2005 року керівником УПЦ МП Володимиром нагороджений орденом святого преподобного Нестора Літописця «За увагу до церковних заслуг».[13]

## Нагороди
- Заслужений працівник фізичної культури і спорту України.
- Почесна грамота Верховної Ради України.
- Орден «За заслуги» III ст. (1 грудня 2011) — "За вагомий особистий внесок у розвиток вітчизняного футболу, досягнення високих спортивних результатів, багаторічну сумлінну працю та з нагоди 20-річчя Всеукраїнської спортивної громадської організації «Федерація футболу України».[14]